# アサモア・ギャン
アサモア・ギャン（Asamoah Gyan [ˌæsəˈmoʊə ˈdʒɑːn] ass-ə-MOH-ə JAHN、 1985年11月22日 - ）は、ガーナ・アクラ出身の元サッカー選手。元ガーナ代表。現役時代のポジションはフォワード。
ガーナ代表の最多得点記録を持ち、FIFAワールドカップ3大会で6得点を挙げたストライカー。

## 経歴

### クラブ
ガーナの首都アクラに生まれ、地元のリバティー・プロフェッショナルズFCに所属していたが、2003年にイタリア・セリエAのウディネーゼ・カルチョと契約した。出場機会を得るために2年間はセリエBのモデナFCにレンタル移籍した。2006 FIFAワールドカップで好調なプレーを見せ、ロシアのFCロコモティフ・モスクワなどが獲得に興味を示したが、2006年夏にウディネーゼに復帰した。2007年1月の移籍期間には移籍金1050万ユーロでFCロコモティフ・モスクワと3年契約を結ぶ寸前だったが、2007年8月10日、ファビオ・クアリアレッラ同様に、2012年6月30日までの5年間の契約延長書類にサインした。その日に行われたプレシーズンマッチではふたりとも2得点の活躍で7-0と大勝した。2007-08シーズンはケガに悩まされ、リーグ戦13試合出場4得点に終わった。
2008年7月11日、フランス・リーグ・アンのスタッド・レンヌと4年契約を結び、ウディネーゼには移籍金800万ユーロが支払われた。2008-09シーズンと2009-10シーズンで合わせて48試合に出場して14得点を決めた。2010-11シーズンも開幕からリーグ戦2試合に出場し、その後移籍が決定した。
2010年8月31日、イングランド・プレミアリーグのサンダーランドAFCと4年契約を結んだ。スタッド・レンヌには移籍金1300万ポンドが支払われたが、この移籍金はトッテナム・ホットスパーFCからダレン・ベントを獲得した際の金額を上回り、サンダーランドAFC史上最高金額となった。背番号33を与えられ、9月11日のウィガン・アスレティックFC戦でダニー・ウェルベックとの交代で出場してデビューし、その試合で先制点を決めた。9月21日、フットボールリーグカップのウェストハム・ユナイテッドFC戦で初めて先発出場し、チーム唯一となる得点を決めた。11月6日のストーク・シティFC戦(2-0)ではプレミアリーグの試合で初めて先発出場して2得点を決めた。ストーク・シティFC戦の3日後に行われたトッテナム・ホットスパーFC戦(1-1)では同点弾を決め、チームを順位表の7位に押し上げた。11月14日には、スタンフォード・ブリッジで行われたチェルシーFC戦(3-0)で得点し、強豪相手のアウェーでの快勝に貢献した。2011年1月16日にはニューカッスル・ユナイテッドFCとのダービーマッチに先発出場し、94分に同点弾を決めて、ニューカッスル相手のシーズン2度目の敗北を阻止した。
2017年7月5日、スュペル・リグのカイセリスポルへ移籍することが発表された。

### 代表

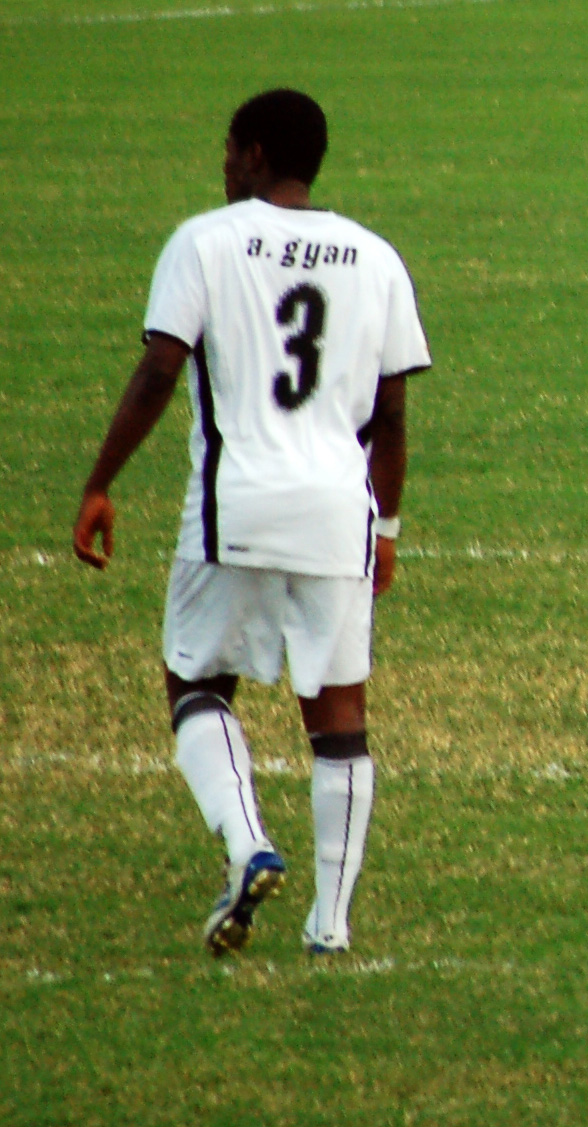
ガーナ代表でプレーするギャン（アフリカネイションズカップ2008準々決勝、ナイジェリア戦）

2003年11月19日、2006 FIFAワールドカップ・アフリカ予選のソマリア戦で62分に途中出場してガーナ代表デビューし、90分には代表初得点を決めている。この試合はギャンが18歳になる3日前であり、ガーナ代表の最年少得点記録を更新した。アフリカ予選では7試合に出場して4得点し、本大会出場に貢献した。2004年にはU-23ガーナ代表の一員としてアテネオリンピックに出場し、グループリーグを3位で終えた。2006年にはドイツで開催された2006 FIFAワールドカップ本大会に出場し、グループリーグのチェコ戦(2-0)では、試合開始から68秒後に得点を挙げ、大会最速得点を記録した。この試合ではPKを蹴ったが失敗している。イエローカードの累積によりグループリーグの最終戦には出場できなかった。決勝トーナメント1回戦のブラジル戦では81分にシミュレーションの反則を取られ、この試合で2枚目のイエローカードを提示されて退場処分を受けた。
2008年1月にはアフリカネイションズカップ2008に出場した。不可解な判定でナミビアに勝利(1-0)した後、メディアから批判にさらされたため、アサモアと兄のバフォーは二人揃ってガーナ代表から離脱することを決めたが、チームメイトの説得で思いとどまった。2010年のアフリカネイションズカップ2010では4試合で3得点を挙げ、大会ベストイレブンに選ばれた。
2010 FIFAワールドカップ本大会グループリーグ初戦のセルビア戦(1-0)では85分にPKを決め、さらに92分にはゴールポストを叩くシュートを放った。試合終了間際に途中交代したが、その活躍にスタンディング・オベーションが贈られた。2戦目のオーストラリア戦(1-1)でも26分にPKを決めた。決勝トーナメント1回戦のアメリカ戦では延長前半に決勝点を決め、2-1で勝利して準々決勝進出を決めた。アフリカ勢でベスト8に進出したのはカメルーンとセネガルに次いで3番目の快挙である。準々決勝のウルグアイ戦では相手FWルイス・スアレスが延長終了間際にペナルティエリア内でハンドの反則を犯したため、ガーナ代表がPKを得たが、ギャンはこのPKをクロスバーに当てて外した。PK戦でギャンは1人目のキッカーとしてゴールを決めたが、最終的にガーナ代表はPK戦で敗れた。BBCが選出する2010年のアフリカ年間最優秀選手賞を受賞し、アフリカサッカー連盟(CAF)が選出するアフリカ年間最優秀選手賞にノミネートされたが、受賞はサミュエル・エトオに譲った。
2014 FIFAワールドカップではドイツ戦とポルトガル戦で1ゴールずつ記録してワールドカップ通算6ゴールとし、通算5ゴールのロジェ・ミラを抜いてアフリカ選手としての単独最多となった。
ガーナ代表の通算最多得点（51得点）を保持している。

## 人物
兄のバフォー・ギャンもガーナ代表のサッカー選手である。

## 個人成績
2019年7月15日現在
| クラブ                           | シーズン | リーグ                       | リーグ | リーグ | カップ | カップ | リーグカップ | リーグカップ | 国際大会 | 国際大会 | その他 | その他 | 合計 | 合計 |
| クラブ                           | シーズン | リーグ                       | 出場   | 得点   | 出場   | 得点   | 出場         | 得点         | 出場     | 得点     | 出場   | 得点   | 出場 | 得点 |
| -------------------------------- | -------- | ---------------------------- | ------ | ------ | ------ | ------ | ------------ | ------------ | -------- | -------- | ------ | ------ | ---- | ---- |
| リバティー・プロフェッショナルズ | 2003     | ガーナ・プレミアリーグ       | 16     | 10     | –      | –      | –            | –            | –        | –        | –      | –      | 16   | 10   |
| ウディネーゼ                     | 2003-04  | セリエA                      | 1      | 0      | 0      | 0      | –            | –            | –        | –        | –      | –      | 1    | 0    |
| ウディネーゼ                     | 2006-07  | セリエA                      | 25     | 8      | 1      | 0      | –            | –            | –        | –        | –      | –      | 26   | 8    |
| ウディネーゼ                     | 2007-08  | セリエA                      | 13     | 3      | 0      | 0      | –            | –            | –        | –        | –      | –      | 13   | 3    |
| ウディネーゼ                     | 合計     | 合計                         | 39     | 11     | 1      | 0      | 1            | 0            | 1        | 0        | 0      | 0      | 40   | 11   |
| モデナ (loan)                    | 2004-05  | セリエB                      | 28     | 7      | 0      | 0      | –            | –            | –        | –        | –      | –      | 28   | 7    |
| モデナ (loan)                    | 2005-06  | セリエB                      | 25     | 8      | 1      | 0      | –            | –            | –        | –        | –      | –      | 26   | 8    |
| モデナ (loan)                    | 合計     | 合計                         | 53     | 15     | 1      | 0      | 0            | 0            | 1        | 0        | 0      | 0      | 54   | 15   |
| レンヌ                           | 2008-09  | リーグ・アン                 | 16     | 1      | 2      | 0      | 1            | 0            | 1        | 0        | –      | –      | 20   | 1    |
| レンヌ                           | 2009-10  | リーグ・アン                 | 29     | 13     | 1      | 0      | 0            | 0            | –        | –        | –      | –      | 30   | 13   |
| レンヌ                           | 2010-11  | リーグ・アン                 | 3      | 0      | 0      | 0      | 0            | 0            | –        | –        | –      | –      | 3    | 0    |
| レンヌ                           | 合計     | 合計                         | 48     | 14     | 3      | 0      | 1            | 0            | 1        | 0        | 0      | 0      | 53   | 14   |
| サンダーランド                   | 2010-11  | プレミアリーグ               | 31     | 10     | 1      | 0      | 1            | 1            | –        | –        | –      | –      | 33   | 11   |
| サンダーランド                   | 2011-12  | プレミアリーグ               | 3      | 0      | 0      | 0      | 1            | 0            | –        | –        | –      | –      | 4    | 0    |
| サンダーランド                   | 合計     | 合計                         | 34     | 10     | 1      | 0      | 2            | 1            | 0        | 0        | 0      | 0      | 37   | 11   |
| アル・アイン                     | 2011-12  | UAEプロリーグ                | 18     | 22     | 1      | 2      | 5            | 3            | —        | —        | 0      | 0      | 24   | 27   |
| アル・アイン                     | 2012-13  | UAEプロリーグ                | 22     | 31     | 2      | 0      | 0            | 0            | 4        | 1        | 1      | 0      | 29   | 32   |
| アル・アイン                     | 2013-14  | UAEプロリーグ                | 26     | 29     | 4      | 5      | 2            | 0            | 8        | 10       | 1      | 0      | 41   | 44   |
| アル・アイン                     | 2014-15  | UAEプロリーグ                | 17     | 13     | 1      | 0      | 0            | 0            | 10       | 7        | 1      | 0      | 29   | 20   |
| アル・アイン                     | 合計     | 合計                         | 83     | 95     | 8      | 7      | 7            | 3            | 22       | 18       | 3      | 0      | 123  | 123  |
| 上海上港                         | 2015     | 中国超級                     | 10     | 4      | 1      | 1      | –            | –            | –        | –        | –      | –      | 11   | 5    |
| 上海上港                         | 2016     | 中国超級                     | 10     | 3      | 1      | 0      | –            | –            | 4        | 0        | –      | –      | 15   | 3    |
| 上海上港                         | 合計     | 合計                         | 20     | 7      | 2      | 1      | 0            | 0            | 4        | 0        | 0      | 0      | 26   | 8    |
| シャバーブ・アル・アハリ・ドバイ | 2016-17  | UAEプロリーグ                | 14     | 6      | 1      | 0      | 3            | 3            | 7        | 2        | 1      | 0      | 26   | 11   |
| カイセリスポル                   | 2017-18  | スュペル・リグ               | 12     | 1      | 5      | 3      | –            | –            | –        | –        | –      | –      | 17   | 4    |
| カイセリスポル                   | 2018-19  | スュペル・リグ               | 14     | 4      | 3      | 1      | –            | –            | –        | –        | –      | –      | 17   | 5    |
| カイセリスポル                   | 合計     | 合計                         | 25     | 5      | 8      | 4      | 0            | 0            | 0        | 0        | 0      | 0      | 34   | 9    |
| ノースイースト・ユナイテッド     | 2019-20  | インディアン・スーパーリーグ | 8      | 4      | –      | –      | –            | –            | –        | –        | –      | –      | 8    | 4    |
| 通算                             | 通算     | 通算                         | 341    | 177    | 25     | 12     | 13           | 7            | 34       | 20       | 4      | 0      | 417  | 216  |

## 代表歴

### 出場大会
- ガーナ代表
  - 2006 FIFAワールドカップ
  - 2010 FIFAワールドカップ
  - 2014 FIFAワールドカップ

### 試合数
- 国際Aマッチ 109試合 51得点（2003年-2019年）[26][28]

| ガーナ代表 | 国際Aマッチ | 国際Aマッチ |
| 年         | 出場        | 得点        |
| ---------- | ----------- | ----------- |
| 2003       | 2           | 1           |
| 2004       | 3           | 2           |
| 2005       | 5           | 5           |
| 2006       | 9           | 4           |
| 2007       | 4           | 1           |
| 2008       | 4           | 1           |
| 2009       | 5           | 2           |
| 2010       | 17          | 7           |
| 2011       | 5           | 4           |
| 2012       | 8           | 1           |
| 2013       | 15          | 11          |
| 2014       | 9           | 6           |
| 2015       | 9           | 3           |
| 2016       | 2           | 0           |
| 2017       | 9           | 3           |
| 2018       | 0           | 0           |
| 2019       | 3           | 0           |
| 通算       | 109         | 51          |

### 得点
| #   | 開催年月日     | 開催地                 | 対戦国           | スコア | 結果 | 試合概要                              |
| --- | -------------- | ---------------------- | ---------------- | ------ | ---- | ------------------------------------- |
| 1.  | 2003年11月19日 | アクラ                 | ソマリア         | 2–0    | 2–0  | 2006 FIFAワールドカップ・アフリカ予選 |
| 2.  | 2004年6月25日  | マプト                 | モザンビーク     | 1–0    | 1–0  | 親善試合                              |
| 3.  | 2004年7月3日   | カンパラ               | ウガンダ         | 1–1    | 1–1  | 2006 FIFAワールドカップ・アフリカ予選 |
| 4.  | 2005年3月23日  | ナイロビ               | ケニア           | 1–0    | 2–2  | 親善試合                              |
| 5.  | 2005年3月27日  | キンシャサ             | コンゴ民主共和国 | 1–0    | 1–1  | 2006 FIFAワールドカップ・アフリカ予選 |
| 6.  | 2005年10月8日  | プライア               | カーボベルデ     | 3–0    | 4–0  | 2006 FIFAワールドカップ・アフリカ予選 |
| 7.  | 2005年11月14日 | リヤド                 | サウジアラビア   | 2–1    | 3–1  | 親善試合                              |
| 8.  | 2005年11月14日 | リヤド                 | サウジアラビア   | 3–1    | 3–1  | 親善試合                              |
| 9.  | 2006年6月4日   | エディンバラ           | 韓国             | 1–0    | 3–1  | 親善試合                              |
| 10. | 2006年6月17日  | ケルン                 | チェコ           | 1–0    | 2–0  | 2006 FIFAワールドカップ               |
| 11. | 2006年10月8日  | ソウル                 | 韓国             | 1–0    | 3–1  | 親善試合                              |
| 12. | 2006年10月8日  | ソウル                 | 韓国             | 3–1    | 3–1  | 親善試合                              |
| 13. | 2007年8月21日  | ロンドン               | セネガル         | 1–0    | 1–1  | 親善試合                              |
| 14. | 2008年1月20日  | アクラ                 | ギニア           | 1–0    | 2–1  | アフリカネイションズカップ2008        |
| 15. | 2009年9月9日   | ユトレヒト             | 日本             | 1–0    | 3–4  | 親善試合                              |
| 16. | 2009年9月9日   | ユトレヒト             | 日本             | 2–0    | 3–4  | 親善試合                              |
| 17. | 2010年1月15日  | カビンダ               | コートジボワール | 1–3    | 1–3  | アフリカネイションズカップ2010        |
| 18. | 2010年1月24日  | ルアンダ               | アンゴラ         | 1–0    | 1–0  | アフリカネイションズカップ2010        |
| 19. | 2010年1月28日  | ルアンダ               | ナイジェリア     | 1–0    | 1–0  | アフリカネイションズカップ2010        |
| 20. | 2010年6月1日   | ロッテルダム           | オランダ         | 1–2    | 1–4  | 親善試合                              |
| 21. | 2010年6月13日  | プレトリア             | セルビア         | 1–0    | 1–0  | 2010 FIFAワールドカップ               |
| 22. | 2010年6月19日  | ルステンブルク         | オーストラリア   | 1–1    | 1–1  | 2010 FIFAワールドカップ               |
| 23. | 2010年6月26日  | ルステンブルク         | アメリカ合衆国   | 2–1    | 2–1  | 2010 FIFAワールドカップ               |
| 24. | 2011年3月29日  | ロンドン               | イングランド     | 1–1    | 1–1  | 親善試合                              |
| 25. | 2011年6月7日   | 全州市                 | 韓国             | 1–1    | 1–2  | 親善試合                              |
| 26. | 2011年9月2日   | アクラ                 | エスワティニ     | 1–0    | 2–0  | アフリカネイションズカップ2012予選    |
| 27. | 2011年10月8日  | ハルツーム             | スーダン         | 1–0    | 2–0  | アフリカネイションズカップ2012予選    |
| 28. | 2012年1月28日  | フランスヴィル         | マリ             | 1–0    | 2–0  | アフリカネイションズカップ2012        |
| 29. | 2013年1月10日  | アブダビ               | エジプト         | 3–0    | 3–0  | 親善試合                              |
| 30. | 2011年1月13日  | アブダビ               | チュニジア       | 3–2    | 4–2  | 親善試合                              |
| 31. | 2013年1月28日  | ポート・エリザベス     | ニジェール       | 1–0    | 3–0  | アフリカネイションズカップ2013        |
| 32. | 2013年3月24日  | クマシ                 | スーダン         | 1–0    | 4–0  | 2014 FIFAワールドカップ・アフリカ予選 |
| 33. | 2013年6月7日   | ハルツーム             | スーダン         | 1–0    | 3–1  | 2014 FIFAワールドカップ・アフリカ予選 |
| 34. | 2013年6月7日   | ハルツーム             | スーダン         | 2–1    | 3–1  | 2014 FIFAワールドカップ・アフリカ予選 |
| 35. | 2013年6月16日  | マセル                 | レソト           | 2–0    | 2–0  | 2014 FIFAワールドカップ・アフリカ予選 |
| 36. | 2013年8月14日  | イスタンブール         | トルコ           | 1–2    | 2–2  | 親善試合                              |
| 37. | 2013年8月14日  | イスタンブール         | トルコ           | 2–2    | 2–2  | 親善試合                              |
| 38. | 2013年10月15日 | クマシ                 | エジプト         | 1–0    | 6–1  | 2014 FIFAワールドカップ・アフリカ予選 |
| 39. | 2013年10月15日 | クマシ                 | エジプト         | 4–1    | 6–1  | 2014 FIFAワールドカップ・アフリカ予選 |
| 40. | 2014年6月9日   | マイアミ               | 韓国             | 2–0    | 4–0  | 親善試合                              |
| 41. | 2014年6月21日  | フォルタレザ           | ドイツ           | 2–1    | 2–2  | 2014 FIFAワールドカップ               |
| 42. | 2014年6月26日  | ブラジリア             | ポルトガル       | 1–1    | 1–2  | 2014 FIFAワールドカップ               |
| 43. | 2014年9月10日  | ロメ                   | トーゴ           | 1–1    | 3–2  | アフリカネイションズカップ2015予選    |
| 44. | 2014年10月11日 | カサブランカ           | ギニア           | 1–0    | 1–1  | アフリカネイションズカップ2015予選    |
| 45. | 2014年10月15日 | アクラ                 | ギニア           | 1–0    | 3–1  | アフリカネイションズカップ2015予選    |
| 46. | 2015年1月23日  | モンゴモ               | アルジェリア     | 1–0    | 1–0  | アフリカネイションズカップ2015        |
| 47. | 2015年6月14日  | アクラ                 | モーリシャス     | 3–0    | 7–1  | アフリカネイションズカップ2017予選    |
| 48. | 2015年6月14日  | アクラ                 | モーリシャス     | 4–0    | 7–1  | アフリカネイションズカップ2017予選    |
| 49. | 2017年1月21日  | ポールジャンティ       | マリ             | 1–0    | 1–0  | アフリカネイションズカップ2017        |
| 50. | 2017年6月11日  | クマシ                 | エチオピア       | 1–0    | 5–0  | アフリカネイションズカップ2019予選    |
| 51. | 2017年7月1日   | イーストハートフォード | アメリカ合衆国   | 1–2    | 1–2  | 親善試合                              |

## タイトル

### クラブ
アル・アインFC
- アラビアン・ガルフ・リーグ：2011-12, 2012-13, 2014-15
- UAEプレジデントカップ：2013-14
- アラビアン・ガルフ・スーパーカップ：2012

### 代表
ガーナ代表
- アフリカネイションズカップ2008：3位
- アフリカネイションズカップ2010：2位
- 2010 FIFAワールドカップ：ベスト8

### 個人
- アフリカネイションズカップ2010 ベストイレブン
- 2010 FIFAワールドカップ マン・オブ・ザ・マッチ：オーストラリア戦、セルビア戦
- FIFAバロンドールノミネート：2010
- BBCアフリカ年間最優秀サッカー選手賞：2010[29]
- アラビアン・ガルフ・リーグ 得点王：2011-12, 2012-13, 2013-14
- AFC年間最優秀外国人選手賞：2014
- AFCチャンピオンズリーグ 得点王：2014
- AFCチャンピオンズリーグ ドリーム チーム：2014